# كوستاس لوس
كوستاس لوس (باليونانية: Κώστας Λως)‏ هو سائق سيارة سباق ومهندس يوناني، ولد في 31 يناير 1951.

## روابط خارجية
- كوستاس لوس على موقع DriverDB.com (الإنجليزية)